# Gemma Whelan
Pour les articles homonymes, voir Whelan.
Gemma Whelan (née le 23 avril 1981 à Leeds, dans le Yorkshire) est une actrice britannique.

## Biographie
En tant que comédienne, Gemma Whelan remporte en 2010 une récompense aux Funny Women Variety, un stand-up anglais dédié aux femmes.
Depuis 2006, elle joue des seconds rôles dans quelques films et séries télévisées, dont Wolfman et Les Voyages de Gulliver en 2010.
En août 2011, HBO confirme la participation de Gemma dans la série Game of Thrones, adaptation de la série de romans Le Trône de fer, pour le rôle d'Asha Greyjoy (renommée Yara pour la série), sœur de Theon.

## Filmographie

### Cinéma
- 2008 : Frites : Marie-Anne (court-métrage)
- 2010 : Les Voyages de Gulliver : Rose, une lilliputienne
- 2010 : Wolfman : La femme de chambre de Gwen
- 2016 : Prevenge : Len
- 2020 : Emma : Miss Taylor/Mrs Weston

### Télévision
- 2009 : 10 Minute Tales : Infirmière
- 2010 : The Persuasionists ; Josephine
- 2011 : Threesome ; Wendy
- 2011 - 2019 : Game of Thrones: Yara Greyjoy (16 épisodes)
- 2012 : Ruddy Hell! It's Harry and Paul
- 2013 : The Day They Came to Suck Out Our Brains!
- 2013 : Claudia O'Doherty Comedy Blaps ; Sarah
- 2014 : Badults ; Juliet
- 2014 : Siblings ; Ruth
- 2014 : Mapp and Lucia (BBC TV series) (en) ; Irene Coles (3 épisodes)
- 2014-2016 : Almost Royal (en) ; Narrateur (13 épisodes)
- 2015 : Asylum ; Journaliste (1 épisode)
- 2015 : The Art of Foley ; Pipa (3 épisodes)
- 2015 : Uncle ; Veronica (3 épisodes)
- 2015 : Murder in Successville (en) ; Infirmière Adele
- 2015 : Not Safe for Work (TV series) (en) ; Davina
- 2016 : Comedy Playhouse ; Chloe
- 2016 : Upstart Crow ; Kate (6 épisodes)
- 2016 : Hetty Feather (TV series) (en) ; Ida Battersea (9 épisodes)
- 2017: Decline and Fall (BBC TV serie) : Diane Fagan
- 2017 : The Crown - saison 2, épisode 5 : Patricia Campbell
- 2017 : The End of the Fucking World : Eunice Noon
- 2019 - 2022 : Gentleman Jack : Marian Lister (9 épisodes)
- 2020 : Meurtres à White House Farm : Ann Weaton
- 2020 : Killing Eve : Geraldine (6 épisodes)
- 2021 : The Tower : DS Sarah Collins (3 épisodes)
- 2022 : D.I. Ray : D.C.I. Kerry Henderson

### Jeux vidéo
- 2014 : Dragon Age: Inquisition (DLC Les Crocs d'Hakkon)
- 2015 : Final Fantasy XIV (DLC Heavensward)
- 2015 : Dragon Age: Inquisition (DLC Trespasser)
- 2015 : Guitar Hero Live
- 2016 : Squadron 42